# فرودگاه شهری نیویورک میلز
 فرودگاه شهری نیویورک میلز (به انگلیسی: New York Mills Municipal Airport) یک فرودگاه همگانی بهره‌برداری هوایی است که یک باند فرود چمن دارد و طول باند آن ۷۶۲ متر است. این فرودگاه در شهر نیویورک میلز، مینه‌سوتا کشور ایالات متحده آمریکا قرار دارد و در ارتفاع ۴۲۷ متری از سطح دریا واقع شده است.